# Diplolepis nummulariifolia
Diplolepis nummulariifolia là một loài thực vật có hoa trong họ La bố ma. Loài này được (Hook. & Arn.) Liede & Rapini mô tả khoa học đầu tiên năm 2005.